# 劉恭妃
昭靜恭妃，亦稱為劉恭妃（？—1500年），明朝明英宗朱祁鎮之妃。

## 生平
目前僅知劉氏生前已被稱為「恭妃」，未知是否獲得正式冊封。天順八年正月十六日（1464年2月22日），明英宗病重，召皇太子朱見深及太監牛玉等人到病榻前，囑咐他們說殉葬不是古禮，仁者不忍，所以眾妃不必殉葬，並且吩咐他們要挑選好地方建造陵寢，錢皇后壽終之後與他合葬，貞順懿恭惠妃劉氏的墳墓亦需遷來，以後諸妃依次祔葬。翌日，明英宗駕崩，劉氏等明英宗遺孀開始守寡生活，不需要殉葬。根據《明孝宗敬皇帝實錄》的記載，弘治十三年二月十五日（1500年3月14日），劉恭妃薨逝。明英宗的孫子明孝宗朱祐樘輟朝一日，命喪葬諸禮儀依照端和懿妃黃氏之例辦理，賜二字謚號「昭靜」，稱劉氏為昭靜恭妃，並將她葬於北京金山。另外，張廷玉等人所寫的《明史》稱嘉祥公主的生母是「妃劉氏」，未知是指劉恭妃，還是劉麗妃、劉敬妃。